# Anne Louise Brillon de Jouy
Anne-Louise Brillon de Jouy, née Boyvin d'Hardancourt le 13 décembre 1744 à Paris et morte le 5 décembre 1824 à Villers-sur-Mer (Calvados), est une musicienne et compositrice française.

## Biographie
Anne Louise Brillon de Jouy est la fille de Louis-Claude Boyvin d'Hardancourt (env. 1710-1756), directeur de la compagnie des Indes, et de son épouse Marie-Élisabeth Martin (1723-1785).
Elle apprend à jouer du clavecin encore enfant. En octobre 1763, elle épouse Jacques Brillon de Jouy (1722-1787), receveur des consignations des conseils du roi, parlements et autres cours et juridictions, de 22 ans son aîné.Le couple a deux filles, dont Cunégonde qui épousera Antoine Marie Paris d'Illins.
Le salon qu'elle tient alors tous les mercredis et samedis devient un rendez-vous permanent dans sa maison de campagne de Passy. Outre André-Noël Pagin, des musiciens étrangers de passage à Paris se produisent avec elle et elle-même jouait du clavecin et du pianoforte. Ce faisant, elle a acquis une excellente réputation en tant que musicienne, bien qu'elle ne se produise pas dans des concerts publics et que ses propres compositions ne soient pas imprimées. Plusieurs compositeurs tels que Johann Schobert, Luigi Boccherini, Charles Burney, Ernst Eichner et Henri-Joseph Rigel lui ont dédié des sonates.
En 1767, Boccherini lui dédie ses Six Sonates pour pianoforte et violon op. 5 : « Elle est l'une des plus grandes joueuses de clavecin en Europe. Cette dame [...] joue les morceaux les plus difficiles avec une grande précision, le goût et le sentiment [...]. Elle compose également, et elle a eu l'obligeance de jouer plusieurs de ses propres partitions au clavecin et piano-forte, accompagnée au violon par M. Pagin, le meilleur élève de Tartini en France ». Le piano-forte (ou piano) est alors un instrument nouveau, mais Anne Louise Brillon en est friande.
Elle est une amie de Benjamin Franklin, avec qui elle entretient une grande correspondance après avoir fait sa connaissance pendant son séjour à Paris (1777-1785) lors de la révolution américaine. En 1777, elle compose la Marche des insurgés pour célébrer une victoire américaine dans la guerre d'indépendance américaine.
Jouant et composant pour le clavecin et le piano, elle vit à Passy, commune jouxtant alors Paris, puis se retire durant la Révolution française à Villers-sur-Mer. À partir de 1808, elle se partage entre Paris et Villers-sur-Mer, où elle meurt en 1824.

## Œuvre
88 œuvres musicales ont été à ce jour répertoriées.
- 1775-1783 : Trio pour trois clavecins en ut-mineur (ou pour piano anglais, piano allemand et clavecin).
- 1775-1783 : Premier recueil d'œuvres pour clavecin ou pianoforte avec 15 sonates pour pianoforte et violon.
- 1775-1783 : Sonate en la mineur pour pianoforte.
- 1775-1783 : Trio pour piano, violon et violoncelle en sol mineur.
- 1775-1783 : Quatuor pour clavecin, deux violons et contrebasse en mi mineur.
- 1777 : Marche des insurgés, première édition par Hildegard Publishing Company (1992).
- 1779-1785 : Duos pour clavecin et pianoforte.

## Discographie
- "The Piano Sonatas Rediscovered", Nicolas Horvath, piano. 2 CD Grand Piano GP872-73 (2020)